# Uttar Mahammadpur
Uttar Mahammadpur is een census town in het district Murshidabad van de Indiase staat West-Bengalen. 

## Demografie
Volgens de Indiase volkstelling van 2001 wonen er 6192 mensen in Uttar Mahammadpur, waarvan 51% mannelijk en 49% vrouwelijk is. De plaats heeft een alfabetiseringsgraad van 33%. 